# Związek gmin Kaiserstuhl-Tuniberg
Związek gmin Kaiserstuhl-Tuniberg – związek gmin (niem. Gemeindeverwaltungsverband) w Niemczech, w kraju związkowym Badenia-Wirtembergia, w rejencji Fryburg, w regionie Südlicher Oberrhein, w powiecie Breisgau-Hochschwarzwald. Siedziba związku znajduje się w miejscowości Bötzingen, przewodniczącym jego jest Dieter Schneckenburger.
Związek zrzesza trzy gminy wiejskie:
- Bötzingen, 5 351 mieszkańców, 12,99 km²
- Eichstetten am Kaiserstuhl, 3 321 mieszkańców, 12,31 km²
- Gottenheim, 2 608 mieszkańców, 8,71 km²